# 水町庸子
水町 庸子（みずまち ようこ、本名︰三国 むめ子、1912年3月24日 - 1941年1月11日）は、福井県出身の女優。夫は俳優の三国周三、娘は女優の水町瑛子（三邦瑛子）、甥は放送タレントの三國一朗。

## 生涯
三重県立津高等女学校（現 三重県立津高等学校）を中退後、1933年、21際の時に新宿の大衆劇場ムーランルージュ新宿座に入団。入団当初は「水町玲子」の芸名で地味ながら堅実な演技をこなす舞台女優として活躍した。徐々に女優としての頭角を現し、美人であった事も加わってトップ女優の仲間入りを果たしていく。
その後、同じムーラン所属の俳優であった三国周三と結婚、1938年に芸名を「水町玲子」から「水町庸子」に改名して「冬の宿」で映画デビューを果たす。映画デビュー後は様々な映画に出演し、味わい深い演技を見せる名女優として成長していった。
しかし、1941年に中川信夫監督の映画「暁の進発」を撮影中、急性の盲腸炎を発症し、手当ての甲斐なく滞在先の京都の宿で死去。享年28。夫の三国周三は彼女が急死した事を知って大いに悲しんだと言う。
なお、娘の水町瑛子は後に三木のり平と結婚し、息子でコメディアンの三木のり一を儲けている。

## 主な出演作品

### 映画
- 『冬の宿』（1938年、東京発声）
- 『鶯』（1938年、東京発声）
- 『胡椒息子』（1938年、東宝映画東京）
- 『美はしき出発』（1939年、東宝映画東京）
- 『ロッパの頬白先生』（1939年、東宝映画東京）
- 『出征譜』（1939年、東宝映画東京）
- 『幼き者の旗』（1939年、東宝映画京都）
- 『われ等が教官』（1939年、東宝映画東京）
- 『街』（1939年、東宝映画東京）
- 『愛の設計』（1939年、東宝映画京都）
- 『東京の女性』（1939年、東宝映画東京）
- 『松下村塾』（1939年、東京発声＝文部省）
- 『光と影　前篇』（1940年、東宝映画東京）
- 『光と影　後篇』（1940年、東宝映画東京）
- 『春よいづこ』（1940年、東宝映画東京）
- 『彦六なぐらる』（1940年、南旺映画）
- 『蛇姫様』（1940年、東宝映画東京）
- 『姉の出征』（1940年、東宝映画京都）
- 『嵐に咲く花』（1940年、東宝映画京都）
- 『ハモニカ小僧』（1940年、東宝映画東京）
- 『続蛇姫様』（1940年、東宝映画東京）
- 『閣下』（1940年、東宝映画京都）
- 『娘時代』（1940年、東宝映画東京）
- 『時の花形』（1940年、東宝映画東京）
- 『熱砂の誓ひ　前篇』（1940年、東宝映画東京＝華北電影）
- 『熱砂の誓ひ　後篇』（1940年、東宝映画東京＝華北電影）
- 『暁の進発』（1941年、東宝映画京都）